# لکهمپستد، باکینگهام‌شر
لکهمپستد (به انگلیسی: Leckhampstead) یک روستا و محله مدنی در بریتانیا است که در الزبری ول واقع شده‌است. لکهمپستد ۱۹۲ نفر جمعیت دارد.